# Frisans
Frisans är en före detta historisk herrgård i Esbo i Finland. Gården revs år 1981 när Esbo stad började detaljplanera området. Frisans gårds tomt är enligt lag skyddad fast fornlämning.

## Historia
Ursprungligen bildades Frisans hemman av Frisby bys två hemman. År 1644 införlivade gårdens ägare, regementsskrivaren Olof Eriksson, markerna i den övergivna byn Kaitans med det egna ryttarhemmanet. Frisans blev ett ordinarie rusthåll vars skatter gick till upprätthållande av en specifik kavallerienhet år 1682. Dustby enstaka hemman förenades med Frisans gård vid samma tid.
Bredvid Frisans låg en annan herrgård, Finno gård. Finnobäcken emellan herrgårdarna utgjorde gränsen mellan gårdarna.
Frisans huvudbyggnad byggdes på 1700-talet på ett klippkrön. Byggnaden omfattade en sal, två kammare och ett kök. Dessutom fanns en separat liggande bastubyggnad som brann ned julen 1787 och på nytt sommaren 1795. I början av 1800-talet byggde man en ny huvudbyggnad i två våningar och nya ekonomibyggnader. På skifteskartan från år 1904 ser man att Frisans gård kringgärdas av en stengärdsgård. Gården hade också en egen väderkvarn som omändrades senare till utsiktstorn. På 1930-talet drogs Jorvasvägen tvärs över gårdens marker norr om gårdskullen och breddades på 1960-talet till den nuvarande Västerleden. På senare hälften av 1900-talet byggde man flera små bostäder i huvudbyggnaden. Alla bostäder som inrymts i herrgården var dock inte längre bebodda år 1976.
År 1981 när man började detaljplanera området revs gårdens förfallna byggnader. Esbo stadsmuseum har föreslagit att det kulturhistoriskt värdefulla området skulle få kvarstå som park men man har flera gånger planerat området för bostads- och kontorsbyggnader. Nuförtiden återstår endast huvudbyggnadens stenfot och trappa av Frisans gård. En stengärdsgård, spår av trädgården och rusthållare Bäckströms gravsten från år 1852 finns också kvar.
Gårdstomten är numera i Esbo stads ägo och som övergiven medeltida bytomt har den status som fast fornlämning, skyddad enligt fornminneslagen (295/1963).